# Atrichopogon bisetosus
Atrichopogon bisetosus är en tvåvingeart som först beskrevs av Maurice Emile Marie Goetghebuer 1933.  Atrichopogon bisetosus ingår i släktet Atrichopogon och familjen svidknott.
Artens utbredningsområde är Kongo. Inga underarter finns listade i Catalogue of Life.